# 蚊遣り具
蚊遣り具（蚊遣具：かやりぐ）とは、山仕事や農作業、草刈りの際に蚊や虻、ブヨなどから身を守るための携帯型又は定置型の防虫道具である。現代では使われない日本独特の道具とされる。また、蚊取線香などの灰皿（受け皿）である蚊遣器（かやりき）とは異なるものである。
ブヨなどの害虫が身体に寄ってくるのを防ぐ目的に、木綿、ヨモギ、スベ（わらしべ）、わらびのほどろ、粟がら、ボロ布、ヒエぬか、毛髪などを藁苞（わらづと）の中に入れ、腰に下げ、先端に火をつけ、煙で虫を寄せ付けない道具である。蚊遣り具の形状には苞状、棒状、縄状などがある。蚊遣り具の使用法には定置と携帯があり、定置の場合は、棒などに吊り畑の畔などに立てておく。また、携帯する際は、服に火がつかないように、服と蚊遣り具の間に木や竹を挟むなどの工夫をしていたという。
蚊遣り具は日本全国の山村地方に分布した。全国的には「かび（蚊火）」、「カベ」と呼ばれることが多かった。
18世紀（江戸時代）に描かれた『富山藩領山方絵巻』には、農民が田植えにて“蚊遣り具”を用いている様子が描かれている。
なお、蚊火や蚊遣火（かやりび）は夏の季語である。